# (4448) Phildavis
(4448) Phildavis es un asteroide perteneciente al cinturón de asteroides, descubierto el 5 de marzo de 1986 por Carolyn Shoemaker desde el Observatorio del Monte Palomar, Estados Unidos.

## Designación y nombre
Designado provisionalmente como 1986 EO. Fue nombrado Phildavis en honor al astrónomo estadounidense y experto en ciencias planetarias Philip A. Davis.

## Características orbitales
Phildavis está situado a una distancia media del Sol de 2,547 ua, pudiendo alejarse hasta 2,759 ua y acercarse hasta 2,335 ua. Su excentricidad es 0,083 y la inclinación orbital 16,80 grados. Emplea 1485 días en completar una órbita alrededor del Sol.

## Características físicas
La magnitud absoluta de Phildavis es 11,8. Tiene 12,69 km de diámetro y su albedo se estima en 0,174.